# Lophotyna
Lophotyna is een geslacht van vlinders van de familie Uilen (Noctuidae), uit de onderfamilie Hadeninae.

## Soorten
- L. albirena Moore, 1867
- L. albosignata Moore, 1881
- L. crinomima (Wiltshire, 1946)
- L. hoenei Boursin, 1956
- L. khumbuensis Owada, 1981